# Cethosia lamarckii
Cethosia lamarckii är en fjärilsart som beskrevs av Jean Baptiste Godart 1819. Cethosia lamarckii ingår i släktet Cethosia och familjen praktfjärilar. Inga underarter finns listade i Catalogue of Life.